# Мало
Мало (итал. Malo) је насеље у Италији у округу Виченца, региону Венето.
Према процени из 2011. у насељу је живело 13218 становника. Насеље се налази на надморској висини од 113 м.

## Становништво
Према резултатима пописа становништва 2011. у општини је живело 14.641 становника.
| 2011.  |
| ------ |
| 14.641 |

## Партнерски градови
- Peuerbach